# اوتو فیکئیسن
اوتو فیکئیسن (آلمانی: Otto Fickeisen؛ ۲۴ دسامبر ۱۸۷۹ – ۱۵ دسامبر ۱۹۶۳) قایقران روئینگ اهل آلمان بود.